# Phomopsis dioscoreae
Phomopsis dioscoreae är en svampart som beskrevs av Sacc. 1913. Phomopsis dioscoreae ingår i släktet Phomopsis och familjen Diaporthaceae.   Inga underarter finns listade i Catalogue of Life.